# Чехлов, Геннадий Фёдорович
Геннадий Фёдорович Чехлов (13.03.1923, Гусь-Мальцевский — 26.04.1996, Гусь-Хрустальный) — советский военнослужащий, участник Великой Отечественной войны, Герой Советского Союза, стрелок-радист танка 12-й гвардейской Шепетовской танковой бригады 4-го гвардейского Кантемировского танкового корпуса 5-й гвардейской армии 1-го Украинского фронта, гвардии старший сержант.

## Биография
Родился 13 марта 1923 года в посёлке Гусь-Мальцевский, ныне город Гусь-Хрустальный Владимирской области. Окончил 7 классов и школу ФЗУ. Работал на текстильном комбинате.
В августе 1941 года добровольцем вступил в Красную Армию. В ЦК ВЛКСМ получил направление в разведывательно-диверсионную часть. Чехлов участвовал в нескольких рейдах в тыл врага: собирал разведанные, подрывал железнодорожные мосты, поджигал склады, уничтожал противников. В одном из выходов был ранен, но вернулся к своим. Несколько месяцев лечился в госпитале в городе Горький. После выздоровления был направлен в учебный полк, прошёл подготовку и получил специальность стрелка-радиста танка.
С мая 1943 года вновь на фронте. В составе 12-й гвардейской танковой бригады принимал участие в освобождении Украины, особо отличился в боях на территории Польши.
23 января 1945 года танк Т-34-85, в экипаже которого был Чехлов, с десантом на борту в составе передового отряда прорвался в тыл противника восточнее города Катовице. Гвардейцы захватили мост через реку Пшемша. Удар был настолько неожиданным, что противники не успели взорвать мост. Переправа оказалась под контролем гвардейцев.
На полном ходу танк ворвался на мост и оказался на противоположном берегу. Находясь от своих частей на расстоянии 30-35 километров, танкисты стойко удерживали занятый плацдарм, отбивая атаку за атакой. Когда был тяжело ранен командир танка, Чехлов взял командование на себя. От прямого попадания в танке возник пожар, были ранены все члены экипажа. Раненый в голову и контуженный, Чехлов продолжал бой. Ему удалось сбить пламя. Он встал к орудию и уничтожил 2 противотанковые пушки с прислугой.
Более двух суток танковый экипаж под командованием Чехлова стоял на правом берегу реки, отбивая по пять — семь атак в день. Экипаж уничтожил 2 орудия, 2 бронетранспортёра, 2 миномёта, 2 зенитные установки, 6 станковых пулемётов, 4 автомашины и истребил много противников.
Указом Президиума Верховного Совета СССР от 10 апреля 1945 года за образцовое выполнение заданий командования и проявленные мужество и героизм в боях с немецко-вражескими захватчиками гвардии старшему сержанту Чехлову Геннадию Фёдоровичу присвоено звание Героя Советского Союза с вручением ордена Ленина и медали «Золотая Звезда».
В 1947 году гвардии старшина Г. Ф. Чехлов был демобилизован. Вернулся на родину, в город Гусь-Хрустальный. В 1957—1983 годах работал слесарем-ремонтником на заводе «Стекловолокно». Член КПСС в 1971—1991 годах. С 1983 года — на пенсии. Умер 26 апреля 1996 года. Похоронен на кладбище города Гусь-Хрустальный.
Награждён орденами Ленина, Отечественной войны 1-й степени, Трудового Красного Знамени, Красной Звезды, медалями.

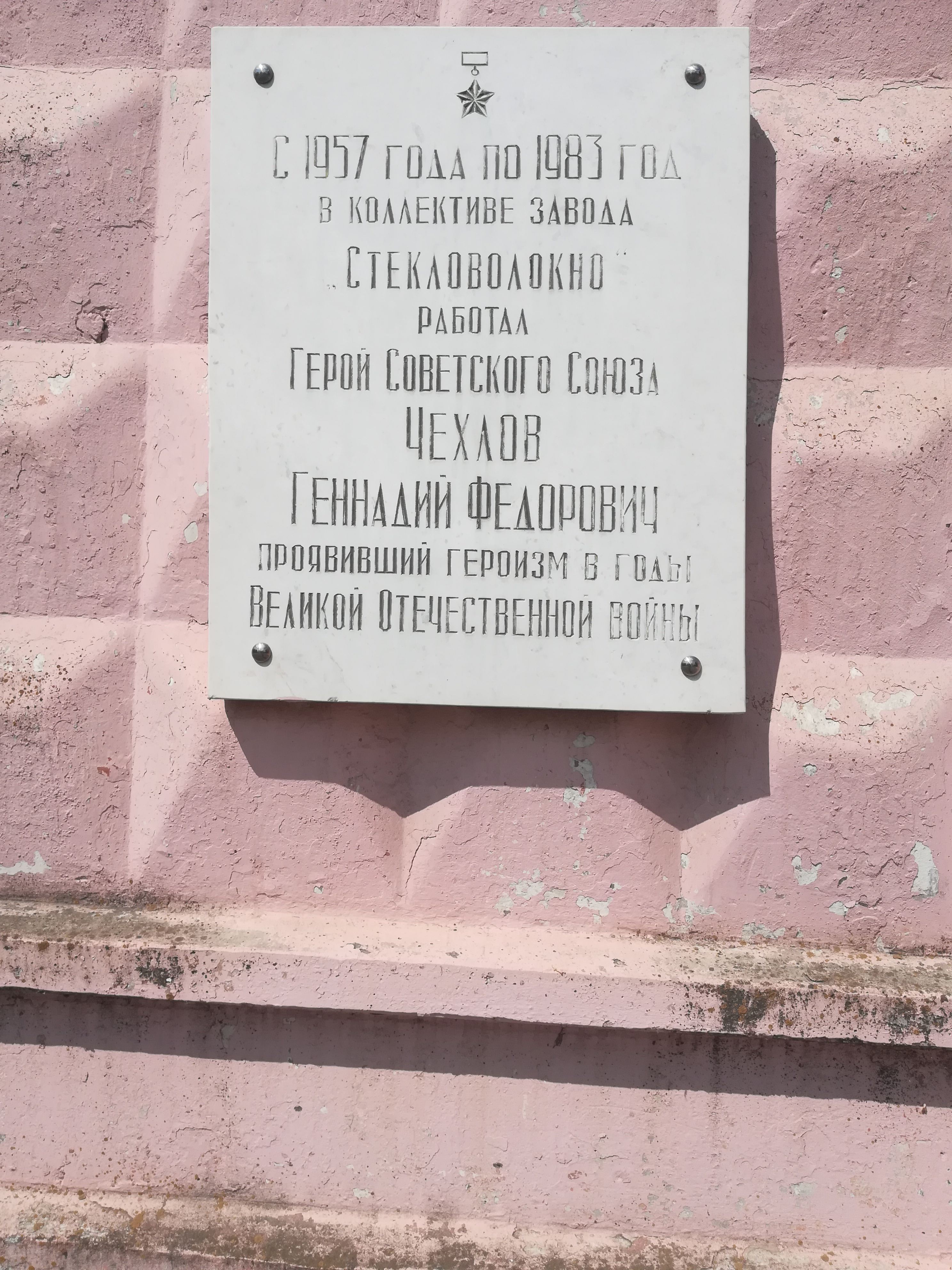

В городе Гусь-Хрустальный на здании заводоуправления завода «Стекловолокно», в котором работал Герой, установлена мемориальная доска.
20 апреля 2015 года государственному автономному профессиональному образовательному учреждению Владимирской области «Гусь-Хрустальный технологический колледж» присвоено имя Г. Ф. Чехлова.